# أليس ويلدون
أليس آن ويلدون (27 يناير 1866-21 فبراير 1919)، مؤيدة بريطانية لحق المرأة في الاقتراع العام وناشطة مناهضة للحرب. أدينت في عام 1917 مع ابنتها ويني وصهرها ألفريد ماسون، بالتآمر لقتل رئيس الوزراء ديفيد لويد جورج. يبدو أن بعض الأدلة المقدمة في القضية المرفوعة ضدهم ملفقة نيابة عن «حكومة حرصت على وصم الحركة المناهضة للحرب».

## النشأة
ولدت أليس آن مارشال في ديربي في إنجلترا، وهي ابنة سائق قاطرة عمل خادم منازل عندما كان صغيرًا. تزوجت في عام 1886 من ويليام أوغسطس ويلدون، الذي كان سائق قطار أرمل، وعمل بعد ذلك مندوب مبيعات مسافر. أنجبا ثلاث بنات، نيلي (مواليد 1888)، وهارييت آن (هيتي، مواليد 1891) وويني (مواليد 1893)، وابنًا هو ويليام مارشال (ويلي، مواليد 1892).

## النشاط السياسي
كان ويلدون اشتراكيًا، وكانت هي صديقة لأعضاء حزب العمل الاشتراكي، وخاصة جون سميث كلارك، على الرغم من عدم معرفة مصدر العضوية. أفادت الشرطة عند اعتقالها بالعثور على نسخ من الاشتراكي والمحكمة في منزلها.
نشطت وأطفالها الذين شاركوها وجهات نظرها السياسية النسوية في الحملات حتى انضمت بريطانيا إلى الحرب العالمية الأولى. اختلفت ويلدون مع موقف الاتحاد الاجتماعي والسياسي للمرأة الداعم بشدة للحرب والتجنيد الإجباري. أعربت ويلدون مع عائلتها، ابنتيها هيتي وويني وابنها ويلي، عن معارضتهم للحرب، وانضموا إلى زمالة عدم التجنيد.
دعمت عائلة ويلدون الشباب المعارضين للتجنيد الإجباري في ديربي، وقد دعمت أليس الأسرة من خلال بيع الملابس المستعملة في متجرها الواقع في بير تري رود 12، حيث عاشت وعائلتها.

## الاعتقال والمحاكمة
عُرف عن عائلة ويلدون أنها أوت الشباب «الفارّين» من التجنيد الإجباري، وعندما وصل «أليكس جوردون» العميل السري من قسم السكرتير العسكري البرلماني رقم 2، إلى منزل ويلدون في ديسمبر عام 1916، ادّعى أنه فارّ مستنكف ضميريًا. أخذته أليس ويلدون ليلًا ووثقت به. اخترع مقولات حول أن معسكرات العمل للمستنكفين ضميريًا المقدمة بموجب مخطط وزارة الداخلية كانت تحت حراسة الكلاب. اتصل جوردون برئيسه المباشر هربرت بوث، وقدمه لأليس باعتباره فارًا من الجيش. أُرسل إليها طردًا حاويًا على قارورتين من الكورار واثنتين من الإستركنين. اعترُض الطرد وزُعم أن هذه المواد الكيميائية كانت بهدف قتل كلاب الحراسة في معسكر العمل. شكل هذا الادعاء أساس القضية المرفوعة ضد الأسرة عندما قُبض على أفرادها في 30 يناير 1917. اتُهمت أليس وهيتي وويني وزوج ويني، ألفريد ماسون، جميعًا بالتآمر لقتل رئيس الوزراء الليبرالي ديفيد لويد جورج والوزير في حكومة حزب العمال آرثر هندرسون.
ترأس المدعي العام سميث بنفسه الادعاء الذي عُقد في مبنى في ديربي غيلدهول. نُقلت المحاكمة بعد ذلك إلى أولد بيلي في لندن، حيث قاد الادعاء شخصيًا. بدأت المحاكمة في 6 مارس 1917، وقد رفض سميث استدعاء جوردون كشاهد أو الكشف عن اسمه أو مكان وجوده، لذا منع استجوابه. حُكم على أليس بالسجن لمدة عشر سنوات مع الأشغال العقابية، وحُكم على ألفريد ماسون (24 عامًا) بالسجن سبع سنوات، وعلى ويني (23 عامًا) بالسجن خمس سنوات، على الرغم من أن هيئة المحلفين أوصت بالرحمة نظرًا لشبابهم. جرت تبرئة هيتي، وأُرسلت أليس إلى سجن أيليسبري، حيث دخلت في إضراب متقطع عن الطعام، ونُقلت لاحقًا إلى هولواي.
نشرت جمعية المهندسين المتحدة بعد ثلاثة أيام من الإدانة رسالة مفتوحة إلى وزير الداخلية تضمنت ما يلي: «نطالب بوضع جواسيس الشرطة، الذين تسببت شهادتهم بمحاكمة عائلة ويلدون، على منصة الشهود، معتقدين أن هذا الإجراء سيؤدي إلى ظهور أدلة جديدة تضفي طابعًا مختلفًا على القضية».